# Запретный мир
«Запретный мир» (англ. Forbidden World; США, 1982) — фантастический грайнтхауз Аллана Хольцмана.

## Сюжет
На исследовательскую базу, находящуюся на одной из далёких планет, прибывает главный герой картины — «крутой» космический боец. Идиллическая жизнь, которой он живёт поначалу (проводя время главным образом в общении с прекрасной половиной персонала станции) вдруг взрывается жутким кошмаром. Из научной лаборатории вырывается некое искусственно созданное белковое существо, начиная с нечеловеческой быстротой пожирать всё и всех на своем пути.

## В ролях
- Джун Чадвик — Доктор Барбара Глейзер
- Скотт Полин — Эрл Ричардс
- Джесси Винт — Майк Колби
- Фокс Хэррис — доктор Кэл Тимберген
- Дон Данлэп — Трейси Бакстер
- Линден Чайлз — доктор Гордон Хаузер
- Раймонд Оливер — Брайана Бил
- Майкл Боуэн — Джимми Свифт